# Mon Souci
Mon Souci was een koffieplantage in het district Commewijne in Suriname. De plantage lag aan de Commewijnerivier naast 't Vertrouwen en Killenstein.
Pieter Hendrikszoon Kock, de zoon van raadsheer Hendrik Kock, richtte de plantage op in 1745 als 'Koksburgh'. Hij was ook eigenaar van koffieplantage Kokswoud aan de Pericakreek. Kock verkocht Koksburgh in 1769  aan J. d’Estrada, in een ruil met de buurplantage Killenstein. Vervolgens gaf d’Estrada de plantage de naam Mon Souci. De plantage was 500 akkers groot en telde 127 slaven.
Frederik Cornelis Stolkert, een raadsheer van politie en criminele justitie, verkreeg het bezit in 1780. In deze tijd werd de plantage naar Stolkert vernoemd, als Pikien Storkoe. In deze tijd werd op de plantage katoen en koffie verbouwd. Daarnaast had Stolkert nog enkele andere plantages met zijn broers: de koffieplantages Courcabo en Hecht en Sterk aan de Commewijne, de Twee Gebroeders aan de Motkreek en Stolkertsvlijt en Buys Lust aan de Orleanekreek.
Stolkert was gehuwd met Susanna du Plessis, de eigenaresse van plantage Nijd en Spijt aan de Commewijne. Zij stond bekend als een wreed slavenhoudster. Over haar gaat het verhaal dat ze de slavin Alida een borst afsneed omdat Stolkert een oogje op haar zou hebben.
Het eigendom kwam daarna in handen van de 'boedel de Reus' en de weduwe Abraham Nunez. In 1774 kocht de weduwe er 225 akkers bij. Hierna werd de plantage van 725 akkers verkocht aan de weduwe van M.J. Robles; Zij was ook administrateur.
In 1821 werken er circa 170 slaven aan de verbouw van suikerriet. In 1891 stonden als eigenaars de erven J.M. Wolff en S. Arrias en P.M. Nahar geregistreerd. Vergelijkbaar met veel andere plantages in die tijd werden er bananen en cacao verbouwd. De grootte was toen inmiddels teruggebracht naar 95 hectare, wat neerkomt op minder dan een derde van de grootte die het eens had.

## Galerij

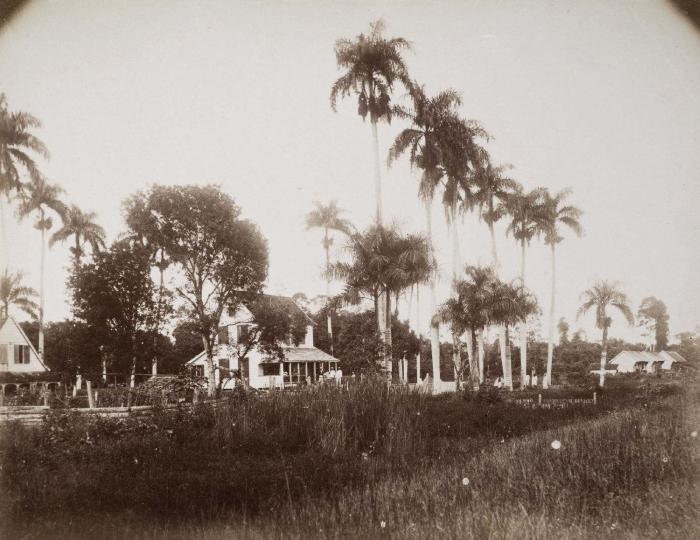
Plantage Mon Souci
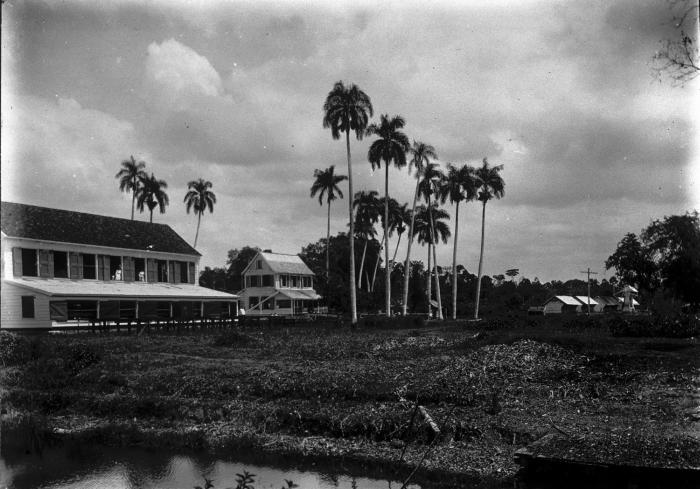
Woonhuis en drooghuis

A la bonne heure · Anna's Zorg · Akkerboom · Alliance · Alkmaar · Andresa · Auka · Andreesgift · Bantaskine · Barbados · Batavia · Beekenhorst · Belladrum · Bellevue · Belwaarde · Beninenburg · Berg en Dal · Bergen op Zoom · Berlijn (Commewijne) · Berlijn (Para) · Bethlehem · Boksweide · Boston · Botany Bay · Boxel · Bronswijk · Brouwerslust · Bruinendaal · Bucklebury · Buitenrust · Burnside · Cadrosspark · Caledonia · Campenburg · Cannewapibo · Catharina Sophia · Clevia  · Cliffort-Kokshoven · Clyde · Concordia · Concordia en een Kwart Lot · Courcabo · De Dageraad · De Goede Vriendschap · De Resolutie · De Vier Hendrikken · Diamond · Dijkveld · Domburg · Dordrecht · Eendragt · Elisabeth's Hoop · Ellen · L'Espérance (Nickerierivier) · L'Espérance (Surinamerivier) · Esthersrust · Fairfield · Fortuin · Flora · Florentia · Frederiksburg · Frederiksdorp · Frederikslust · Geertruidenberg · Geyersvlijt · Glensander · Gloria · Groot Chatillon · Groot Marseille · Guadeloupe · Haarlem · Hague · Hamburg · Hamilton · Hamptoncourt · Hannover · Hazard · Hebron · Hecht en Sterk · Hildesheim · Hooyland · Hope · Houttuin · Huntly · Huwelijkszorg · Inverness · Jagtlust · Jodensavanne · Johan & Margaretha · Johanna Catharina · Johanna Maria · Johannesburg · John · Katwijk · Kent · Kerkshoven · Killenstein · Klein Bellevue · Kleinhoop · Krappahoek · Kroonenburg · Kwatta · La Jalousie · La Prosperité · La Rencontre · La Ressource (Saramacca) · La Ressource (Surinamerivier) · La Singularité · Laarwijk · Leasowes · Leliëndaal · Leonsberg · Livorno · Longmay · Lunenburg · Lust en Rust · Lustrijk · Maasstroom · Margarethenburg · Maria Petronella · Mariënbosch · Mariënburg · Margaretha's Gift · Mary's Hope · Meerzorg · Merveille · Moed en Kommer · Mon Bijou · Mon Souci · Mon Trésor · Monnikendam · Mopentibo · Morgenster · Moy · Nieuw Mocha · Nieuwzorg · Nieuwe Aanleg · De Nieuwe Grond · Nijd en Spijt · Novar · Nursery · Nut en Schadelijk · Onoribo · Onverwacht · Oranibo · Ornamibo · Overbrug · Overtoom 
· Oxford · Palestina · Paradise · Persévérance · Petersburg · Picardië · Peperpot · Pieterszorg · Plaisance · Poelwijk · Potosie · La Prevoyance · Purmerend · Reijnsdorp · Reijnsfort · Rijnberk · Roosenburg · Rorac · Rust en Werk · Rustenburg · Saltzhalen · Sans Souci · Saphir · Sarah · Sardam · Schaapstede · Schoonoord · Sinabo en Gelre · Sint Barbara · Sint Eustatius · Slootwijk · Sorgvliet · Spieringshoek · Standvastigheid · Suidwijn · Suzanna's Daal · Toevlugt (Surinamerivier) · Tout Lui Faut · Toledo · Totness · Tyronne · 't Vertrouwen · Victoria · Vierkinderen · Visserszorg · Voorburg · Voorzorg (Saramacca) · Vossenburg · Vredenburg · Vriendsbeleid en Ouderzorg · Vreeland · Waltonhall · Waldijk · Waterloo · Wederzorg · Welbedacht · Welgelegen (Commewijne) · Welgelegen (Coronie) · Welgevallen · Weltevreden · Wolffs Capoerica · Wolfenbüttel · 't Ylant · Zoelen · Zorg en Hoop (hout) · Zorg en Hoop (indigo) · Zorg en Hoop (katoen) · Zorg en Hoop (suiker)